# Arnold Ruge
Arnold Ruge (13 de setembre de 1802, Bergen auf Rügen, Alemanya - 31 de desembre de 1880, Brighton, Anglaterra) fou un filòsof i escriptor alemany. Va ser col·laborador de Karl Marx i junts van editar la revista Deutsch–Französische Jahrbücher, si bé ambdós pensadors van acabar distanciant-se a causa de divergències polítiques. Va fundar amb Heinrich Bernhard Oppenheim el diari Die Reform, publicació que va acabar sent clausurada. Va participar en la Revolució alemanya de març i després de fracassar va haver de traslladar-se a Anglaterra, on va morir.

## Obres
- Schill und die Seinen. Trauerspiel. Stralsund 1830
- Neue Vorschule der Aesthetik 1837
- Hallische Jahrbücher für deutsche Wissenschaft und Kunst 1838-1840
- Deutsche Jahrbücher für Wissenschaft und Kunst 1841-1842
- Anekdota zur neuesten deutschen Philosophie und Publicistik 1843
- Deutsch-französiche Jahrbücher 1844
- Zwei Jahre in Paris 1846
- Aus früherer Zeit 1862-1867
- Aufruf zur Einheit. Berlin 1866
- Aus früherer Zeit. Autobiographie. Berlin 1863–67, 4 v.
- Bianca della Rocca. Historische Erzählung. Berlin 1869
- Acht Reden über Religion. Berlin 1875
- Briefwechsel und Tagebuchblätter aus den Jahren 1825–1880. Berlin 1885–86, 2 v.
- Geschichte unsrer Zeit seit den Freiheitskriegen. Leipzig 1881
- Juniusbriefe. Leipzig 1867
- Der Krieg. Berlin 1867